# Masaki Iida
Masaki Iida (japanisch 飯田 真輝 Iida Masaki; * 15. September 1985 in Toride, Präfektur Ibaraki) ist ein ehemaliger japanischer Fußballspieler.

## Karriere
Masaki Iida erlernte das Fußballspielen in der Universitätsmannschaft der Ryūtsū-Keizai-Universität. 2006 wurde er von der Universität an Tokyo Verdy ausgeliehen. Der Verein spielte in der zweithöchsten Liga des Landes, der J2 League. Am 1. Autust 2010 wechselte er auf Leihbasis bis Saisonende zum Drittligisten Matsumoto Yamaga FC. Nach der Ausleihe wurde er von Yamaga fest unter Vertrag genommen. Am Ende der Saison 2011 stieg der Verein in die zweite Liga auf. 2014 wurde er mit dem Verein Vizemeister der zweiten Liga und stieg in die erste Liga auf. Am Ende der Saison 2015 stieg der Verein wieder in zweite Liga ab. 2018 wurde er mit dem Verein Meister der Meister und stieg wieder in die erste Liga auf. 2020 wechselte er zum Viertligisten FC Maruyasu Okazaki. Hier stand er eine Saison unter Vertrag. Im Januar 2021 unterschrieb er in Nara einen Vertrag beim ebenfalls in der vierten Liga spielenden Nara Club. Für Nara absolvierte er in seiner letzten Saison als Profi 29 Viertligaspiele.
Am 1. Februar 2022 beendete er seine Karriere als Fußballspieler.